# Força expedicionária egípcia

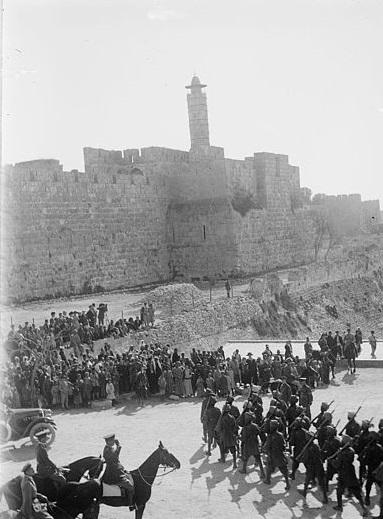
As tropas britânicas em desfile no Portão de Jaffa, em dezembro de 1917 após a captura e ocupação da Palestina.

A Força Expedicionária Egípcia consistia inicialmente, principalmente de soldados britânicos e egípcios, mas a maioria destes, no começo de 1918,  foram enviados para o fronte ocidental para ajudar a repelir a Ofensiva da Primavera  da Alemanha. Entretanto, novas tropas foram expedidas a partir da Índia, Austrália e Nova Zelândia, formando uma grande parte do exército. Embora temia-se que as tropas indianas na sua maioria muçulmanos poderiam desertar e juntar-se as forças do Império Otomano na região, que havia declarado uma jihad contra os aliados no início da guerra, esse medo porém revelou-se infundado. A força expedicionária também incluía um pequeno contingente de tropas francesas e italianas. As tropas da Revolta Árabe, liderada pelo  Príncipe Feisal de Meca, também foram oficialmente ligadas a ela durante a fase final da ofensiva em direção a Damasco.
O papel da força expedicionária evoluiu da defesa do Egito para a invasão da Palestina, com a captura de Bersebá e Gaza em Outubro-Novembro de 1917, na Terceira batalha de Gaza, entrando em Jerusalém, em 11 de dezembro de 1917, e a bem-sucedida campanha do general Edmund Allenby de 1918 , que resultou na derrota dos turcos na Batalha de Megido, e a captura de Damasco, Beirute e Alepo.
Os sucessos desta invasão em última análise, levou à saída da Turquia da guerra e da criação do  Mandato Britânico da Palestina.

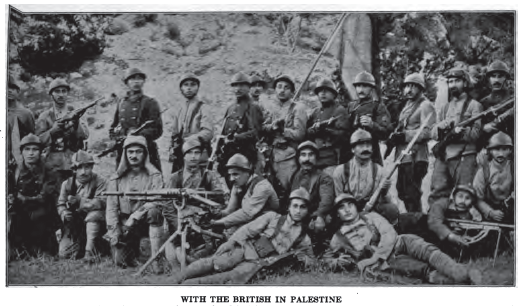
A força expedicionária também incluía também contingentes de soldados armênios

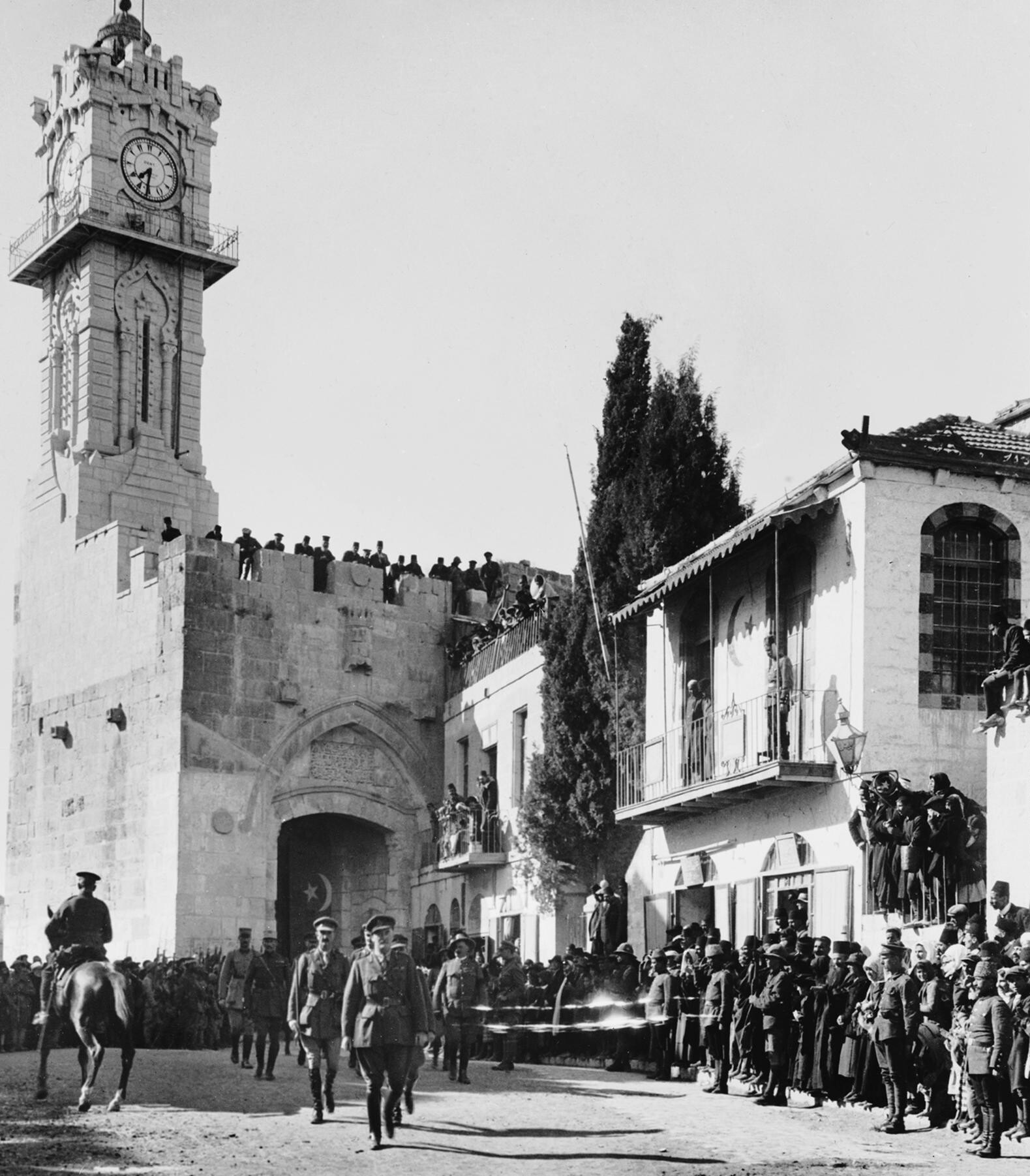
General Allenby entrando em Jerusalem